# شاندور اردوش
شاندور اردوش (انگلیسی: Sándor Erdős؛ زادهٔ ۲۱ اوت ۱۹۴۷) شمشیرباز اهل مجارستان بود.
وی در مسابقات کشوری و بین‌المللی در مجموع برندهٔ ۱ مدال طلا شده‌است.